# Jernlunge
En jernlunge eller en såkaldt tankrespirator er den ældste form for respirator, hvis formål det er at holde patienten i live igennem kunstigt åndedræt.
Patienten ligger med hele kroppen inde i en tank – kun hovedet befinder sig udenfor. Åndedrættet understøttes ved at trykket inde i tanken skiftevis øges og sænkes. Når trykket øges, bliver brystkassen presset sammen, og den udvider sig igen, når trykket falder. Princippet kaldes også for undertryksventilering. Det er en virkemåde, som ligger tæt op ad den måde, hvorpå vejrtrækningen normalt fungerer, i modsætning til almindelig respiratorbehandling, hvor luften presses ned i lungerne ved et overtryk.
Jernlungen anvendes fortsat, blandt andet i forbindelse med sygdomme, hvor patienten kun har brug for en respirator i enkelte perioder, og hvor man ønsker at undgå intubering.